# Venâncio Pinto do Rego de Ceia Trigueiros

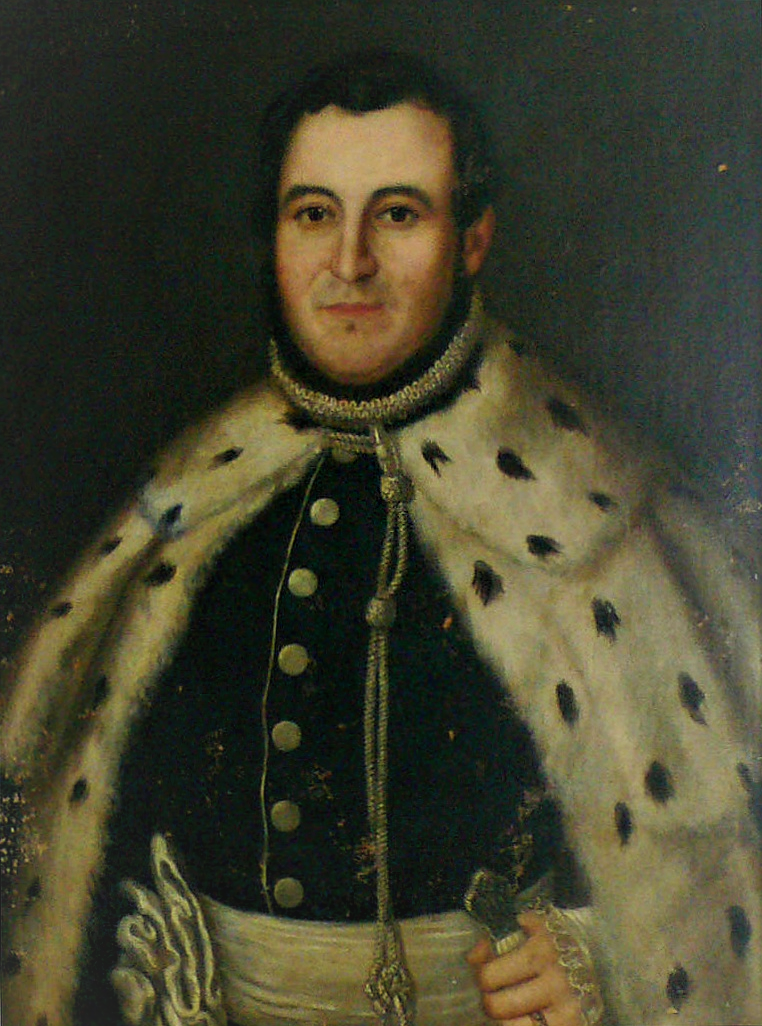
Barão de Porto de Mós

Venâncio Pinto do Rego de Ceia Trigueiros (Porto de Mós, Santa Maria, 28 de Julho de 1801 – Nazaré, Valado dos Frades, 24 de Setembro de 1867), 1.º Barão de Porto de Mós, foi um empresário agrícola, político e magistrado português.

## Família
Primeiro filho varão de Honorato da Cunha Pinto do Rego de Ceia Trigueiros, Capitão, que a 6 Julho 1797 teve Carta de Padrão duma tença de 12$000 réis em um dos Almoxarifados do Reino a Título do Hábito da Ordem de Cristo, falecido em 1828, e de sua mulher Jacinta de Oliveira Tubarão Neto, que viveu em Lisboa, Lapa.

## Biografia
Foi Senhor dos Morgados da Canoeira e da Ribeira da Azóia, junto a Leiria, assim como do Morgado do Esporão, junto a Reguengos de Monsaraz.
Formado em Letras pela Faculdade de Letras da Universidade de Coimbra com 25 anos a 25 de Junho de 1826, foi Deputado nas Legislaturas de 1838-1840 e de 1840-1842, Par do Reino por Carta de D. Maria II de Portugal de 3 de Maio de 1842, Juiz Conselheiro do e 3.° Presidente do Tribunal de Contas de 30 de Abril de 1858 a 16 de Novembro de 1864, Fidalgo Cavaleiro da Casa Real por Alvará de D. Maria II de Portugal de 10 de Fevereiro de 1845 e vulto de grande relevo na política da época.
O título de 1.º Barão de Porto de Mós foi-lhe concedido, em sua vida, por Decreto de D. Maria II de Portugal de 12 de Agosto de 1842 ou 1845.

## Casamento
Casou a 5 de Fevereiro de 1830 com Micaela Angelina da Guerra Pombo (29 de Setembro de 1774 - 12 de Novembro de 1851), já viúva de Francisco Pedro Sobrinho de Sousa, Sargento-Mor de Ordenanças, ele de 28 anos e ela de 56 anos, sem geração.

## Morte
Morreu quando contava 66 anos de idade, barbaramente assassinado às dez horas do dia 24 de Setembro de 1867 na Ladeira da Infesta, na freguesia de Valado dos Frades, perto da freguesia da Nazaré, concelho da Nazaré, praia donde regressava após aí ter estado a banhos, quando se dirigia para a sua residência na Quinta da Cortiça, na freguesia da Azoia, concelho de Leiria. Quatro sicários mascarados assaltaram a sua carruagem disparando três tiros com os quais lhe desfizeram parte do crânio. Os assaltantes «trabalharam a soldo de políticos, tendo sido alguns condenados a penas de degredo em África», como refere a imprensa da época.
Foi sepultado a 27 de Setembro de 1867 num jazigo armoriado no cemitério público da freguesia de Santa Maria das Areias da Pederneira, no concelho da Nazaré, num mausoléu armoriado com um escudo de armas que usava, esquartelado: no 1.º e no 3.º Trigueiros, no 2.º e no 3.º Pinto, timbre: Trigueiros, Coroa: de Barão, aliás, de Conde, por ser Par do Reino.